# 올림픽 차드 선수단
차드는 1964년부터 1972년까지 개최된 모든 하계 올림픽에 선수들을 보냈으며(1976년 및 1980년 대회 보이콧), 1984년부터 2020년까지 차드는 올림픽 메달을 획득하지 못했다. 차드 출신 선수는 동계 올림픽에 참가한 적이 없다.
차드의 국가 올림픽 위원회는 "Comité Olympique et Sportif Tchadien"이다. 1963년에 시작되어 1964년에 인정을 받았다.

## 대회별 메달 집계

### 하계 올림픽 메달 집계
| 경기                  | 선수          | 금 | 은 | 동 | 합계 | 순위 |
| 1964년 도쿄           | 2             | 0  | 0  | 0  | 0    | –    |
| 1968년 멕시코시티     | 3             | 0  | 0  | 0  | 0    | –    |
| 1972년 뮌헨           | 4             | 0  | 0  | 0  | 0    | –    |
| 1976년 몬트리올       | 불참          |    |    |    |      |      |
| 1980년 모스크바       | 불참          |    |    |    |      |      |
| 1984년 로스앤젤레스   | 3             | 0  | 0  | 0  | 0    | –    |
| 1988년 서울           | 6             | 0  | 0  | 0  | 0    | –    |
| 1992년 바르셀로나     | 4             | 0  | 0  | 0  | 0    | –    |
| 1996년 애틀랜타       | 4             | 0  | 0  | 0  | 0    | –    |
| 2000년 시드니         | 2             | 0  | 0  | 0  | 0    | –    |
| 2004년 아테네         | 2             | 0  | 0  | 0  | 0    | –    |
| 2008년 베이징         | 2             | 0  | 0  | 0  | 0    | –    |
| 2012년 런던           | 2             | 0  | 0  | 0  | 0    | –    |
| 2016년 리우데자네이루 | 2             | 0  | 0  | 0  | 0    | –    |
| 2020년 도쿄           | 3             | 0  | 0  | 0  | 0    | –    |
| 2024년 파리           | 미래의 이벤트 |    |    |    |      |      |
| 2028년 로스앤젤레스   | 미래의 이벤트 |    |    |    |      |      |
| 2032년 브리즈번       | 미래의 이벤트 |    |    |    |      |      |
| 합계                  | 합계          | 0  | 0  | 0  | 0    | –    |